# يان سميت
جان سميت (بالإنجليزية: Jan Smit)‏ (و. 1985 – م) هو مقدم برامج، ومقدم، ومغني، وممثل، من مملكة هولندا.

## جوائز
حصل على جوائز منها:
- جائزة القيثارة الذهبية [الإنجليزية]‏.

## وصلات خارجية
- يان سميت على موقع IMDb (الإنجليزية)
- يان سميت على موقع ميوزك برينز (الإنجليزية)
- يان سميت على موقع أول ميوزيك (الإنجليزية)
- يان سميت على موقع ديسكوغز (الإنجليزية)
- يان سميت على موقع قاعدة بيانات الفيلم (الإنجليزية)